# Volvo F86

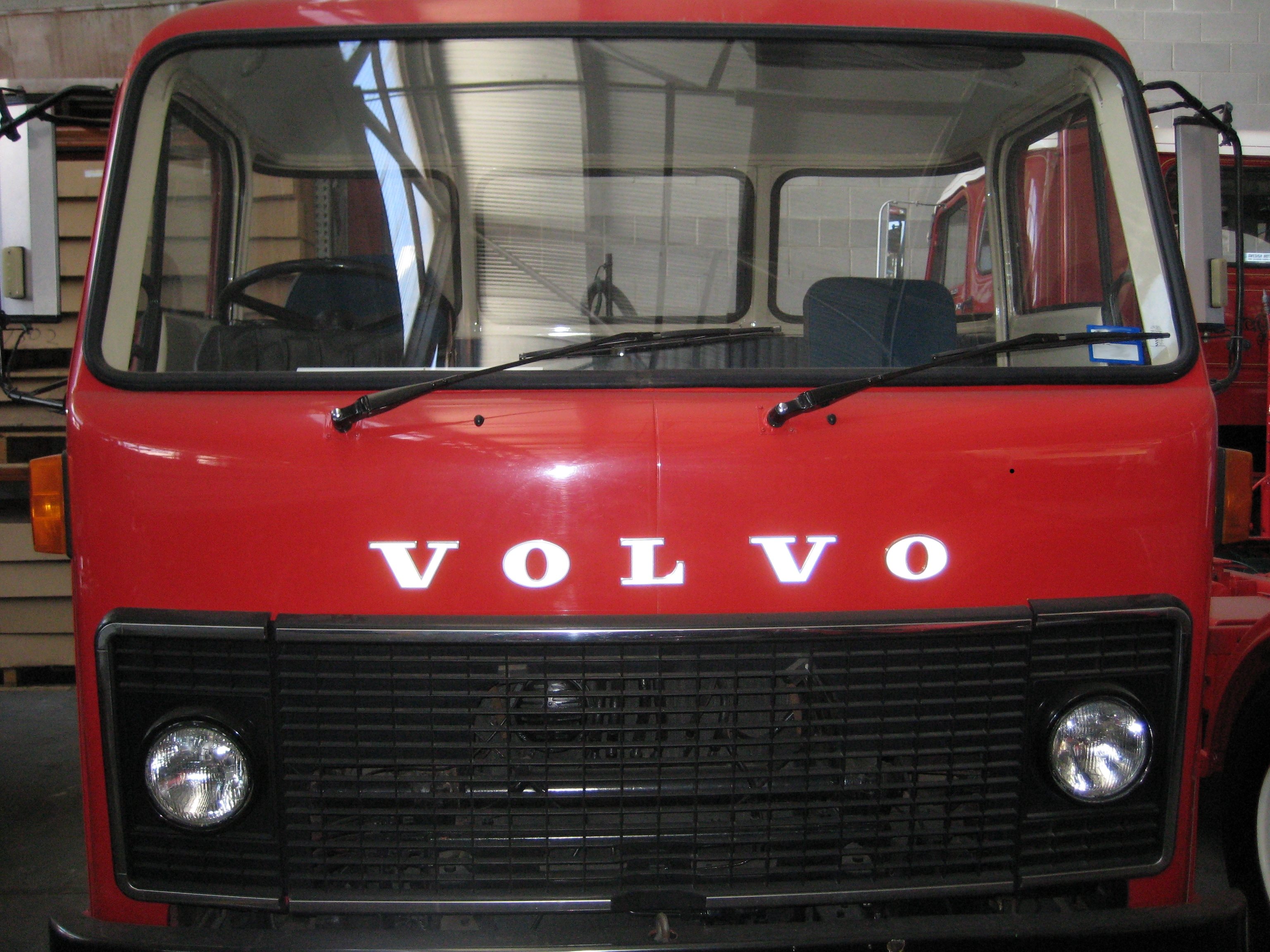
Voorkant van de F86

De Volvo F86 is een tussen 1964 en 1979 geproduceerde lichte vrachtwagen van het merk Volvo.
Dit was een van de eerste vrachtwagens met een gesynchroniseerde versnellingsbak, die van de F86 had 9 gangen. De F86 was uitgerust met een 7 liter motor, en gebruikte veel onderdelen die ook gebruikt werden in de Volvo Titan. De F86 werd gebruikt voor distributie en andere licht vervoer, maar ook voor bouwtransport en langeafstandsvervoer. Buiten West-Europa was de F86 ook in de Verenigde Staten een verkoopsucces.
De F86 werd opgevolgd door de Volvo F6.